# Ion Constantinescu (pictor)
Ion Constantinescu (n. 26 septembrie 1962, Călimănești, județul Vâlcea) este un artist plastic membru al Uniunii Artiștilor Plastici din România. Opera sa artistică include lucrări de pictură, sculptură, gravură și pastel.
S-a stabilit în comuna Biertan și a activat în special în orașul Mediaș.

## Expoziții personale
- 1993, 2000,2008 Muzeul Municipal, Mediaș
- 1994,1996 Galeriile de Artă, Sibiu
- 1995,1997 Galeriile de Artă, Mediaș
- 1998 Galeria Artex, Rm. Vâlcea
- 1999 Muzeul Național de Artă, CLUJ-NAPOCA
- 2005 Casa Schuller, Mediaș
- 2006 Galeria Passe-Partout, Sibiu
- 2008 Galeriile de Artă, Alba-Iulia
- 2009 Salonul național concurs de artă plastică "atitudini contemporane"
- 2010,2012 Galeria de Artă. Sibiu
- 2011 Muzeul Gazului, Mediaș
- 2011 Galeria Cirus,Mediaș

## Expoziții colective
- 1994 Galeria Atelier, Sibiu
- 1994 până in 2005 Galeria de Artă, Sibiu
- 1997 Galeria de Artă, Mediaș
- 1997 Galeria Studio, Sibiu
- 1999 Rennes-Franța, 2011 Vitré-Franța
- 2001 Sopron, Ungaria
- 2002, 2003, 2004,2006 Apoldul de sus, jud. Sibiu
- 2005 Muzeul Național de pictură și sculptură, CLUJ-NAPOCA
- 2006,2007 Galeria de Artă, Alba Iulia
- 2007 Galeria Artex
- 2007 Galeria de Artă, Sibiu
- 2008 Galeria de Artă, Deva
- 2012 Muzeul Municipal Mediaș

## Saloane de Arta
- 1993 până în 2012 Galeria Artă,Sibiu
- 2001 Saloanele Moldovei, Chișinău și Bacău
- 2001,2006 SALONUL NATIONAL DE ARTĂ, București,
- 2003, 2004, 2005 Galeria de Artă Contemporana, Muzeul Brukenthal, Sibiu
- 2004 Brăila și Brașov
- 2006,2007 Galeria de Artă a Primăriei Sibiu                                                                                                                                            *2001, 2002, 2003, 2004,2005,2006 Salonul International de Gravură mică, CARBUNARI - FLOREAN MUSEUM
- 2008, 2010,2011 Galeria de Artă  Alba –Iulia
- 2009 Salonul național concurs de artă plastică "atitudini contemporane"

## Internaționale
- 1996 Briatico și Pizzo, Italia – Desen
- 1997 până în 2006 Cadaqes, Spania – gravura mică
- 1999 Târgul internațional de Arte Vizuale - București
- 2008 Institutul de Cercetare și Cultura Umanistică -Veneția

## Tabere de creație și simpozioane
- 2001, 2002 Moșna, jud.Sibiu
- 2003 Sopron - Ungaria,Salina Praid- jud.Harghita
- 2004 Pasul Izvor, jud.Mureș
- 2008 Tg-Mureș
- 2011, 2012 Biertan, jud Sibiu

## Lucrări în colecții particulare din
- Anglia, Austria, Belgia, Canada, Cehia, Danemarca, Franța, Germania, Grecia, Israel, Italia, Japonia,

Olanda, România, Slovacia, Spania, Ungaria, S.U.A

## Lucrări în instituții publice din
România, Germania, Ungaria, Franța